# Moderna arhitektura
Moderna arhitektura je obdobje v arhitekturi, v katero uvrščamo stavbe 20. stoletja s podobnimi značilnostmi, najpogosteje poenostavitvijo oblike in zmanjšanjem števila ornamentov. Arhitekti so začeli preoblikovati stare oblike in jih prilagajati potrebam sodobne družbe. Po drugi svetovni vojni in v evropskih državah že pred njo je ta slog postal dominanten, predvsem se je uveljavil v javnih stavbah, pri tovarnah in večjih kompleksih. Izraz moderna arhitektura se v pisnih virih pojavi že leta 1902, in sicer v naslovu knjige Otta Wagnerja.
Značilnosti in izvor moderne arhitekture so še predmet razprav in so pogosto podvrženi novim razlagam.

## Zgodovina
Medtem ko nekateri zgodovinarji začetek modernizma v arhitekturi opisujejo kot posledico družbenih in političnih revolucij v 19. stoletju, drugi večji pomen pripisujejo razvoju tehnike in tehnologije. Razpoložljivost novih gradbenih materialov kot so jeklo, železo, železobeton in steklo z začetkom industrijske revolucije je omogočila nastanek novih gradbenih tehnik.
Leta 1796 je Charles Bage, lastnik mlina v Shrewsburyju, prvi uporabil ognjevarno konstrukcijo iz jekla in opeke, nadstropja pa so bila zgrajena iz kamnitih plošč. Taka konstrukcija je znatno ojačala mlinske stavbe, kar je omogočilo uporabo močnejših in večjih strojev. Zaradi slabega znanja o gradnji z jeklom se je veliko podobnih stavb iz tistega časa porušilo. Leta 1830 je Eaton Hodgkinson vpeljal sestavljive jeklene nosilce, zaradi katerih se je uporaba kovičene ali varjene jeklene konstrukcije znatno razširila. Nova industrijska arhitektura je povsem spremenila videz industrijske pokrajine v severni Britaniji, ki so jo opisovali tudi kot pokrajino »temnih hudičevih mlinov«. Kristalna palača na Svetovni razstavi leta 1851 je bila zgodnji primer konstrukcije iz jekla in stekla.
Velik požar v Chicagu 1871. leta je omogočil, da so arhitekti začeli ustvarjati višje stavbe v neoromanskem in drugih slogih (Henry Hobson Richardson). Gre za stavbe podobne palačam zgodnje italijanske renesanse, ki jih krasijo velika okna, ornamenti in arkade. Večji del stavbe ne predstavljajo zidovi, temveč okna. S tem Richardsonove stavbe uvrščamo med staro (arkade, ornamenti) in novo (veliko oken) obdobje.
Eden pionirjev moderne arhitekture, Louis Sullivan, je svoj prvi nebotičnik – Wainwright (1890–1891), postavil v St. Louisu. Podoben je Richardsonovi trgovini na veliko Marshall Field (Chicago, 1885–1887) in je prav tako izredno velik in enkraten, toda že izredno sodobnega videza.

### Novi stili
V Evropi se je v tem času razvil stil, imenovan Art nouveau,  V nekaterih nemško govorečih državah so stil poimenovali Secesija. Prvotno je bil to nov dekorativni stil, zasnovan na linearnih ornamentih na vijugastih krivuljah, ki pogosto spominjajo na lokvanje ali drugo rastlinje. Na koncu 19. in v začetku 20. stoletja je vplival na pohištvo, nakit, steklo, tiskarstvo in celo na žensko modo. Najbolj značilen primer je Casa Mila (1905-1907) arhitekta Antonia Gaudia v Barceloni. Na njej je viden beg od ravnih površin in kakršnekoli simetrije. Izgleda, kot bi bila narejena iz nekega mehkega in upogljivega materiala, v resnici pa je iz tesanega kamna. Ta stavba je bila neuspel poskus reforme arhitekture. Gaudi in Sullivan sta si bila v čistem nasprotju, čeprav sta imela enak cilj – novodobni stil neodvisen od preteklosti.
Sullivanov učenec, Frank Lloyd Wright je predstavljal kubistični stil, ki je imel velik vpliv na mednarodnem področju. Njegov največji projekt so predstavljale stavbe v predmestjih Chicaga, ki so bile znane kot prerijske hišice, ker so njihove nizke vodoravne linije zamišljene tako da se stapljajo z ravnico, ki jih obkroža. Poslednji in najbolj dovršen primer je hiša Robie v Chicagu iz leta 1909. Njen kubizem niso samo pravokotni elementi, ki sestavljajo njeno konstrukcijo, temveč tudi Wrightovo razumevanje prostora. Zamišljena je kot množica blokov razporejenih okoli središčnega dimnika. Nekateri od teh blokov so odprti, nekateri zaprti. Prostor, ki je arhitektonsko oblikovan vsebuje tudi balkone, teraso, dvorišče in vrt. Wrightov cilj ni bil, da projektira hišo, temveč da ustvari popoln ambient. Pripravil je celo načrte za notranjost – obarvano steklo, tkanine in pohištvo.
Pred in po prvi svetovni vojni je Wrighta posnemalo več arhitektov. Gerrit Rietveld je leta 1924 projektiral hišo Schröder v Utrehtu, ki vsebuje veliko Wrightovih elementov: zaprti in odprti bloki, streha podobna plošči, »stroge« geometrijske oblike ipd. Najboljši primer tega obdobja je več stavb, ki jih je v letih 1925–1926 oblikoval Walter Gropius v Nemčiji: Bauhaus v Dessauu, umetniška šola, katere ravnatelj je bil on sam. Sestavljena je iz treh velikih blokov, za učilnice, delavnice in ateljeje. Prva dva sta med seboj povezana z betonskim mostom. Blok z delavnicami je sestavljen iz pravokotnih prizem z zidovi, ki predstavljajo edinstveno površino iz stekla. To je postalo mogoče z uvedbo čelne gradbene strukture, ki je osvobodila zidove kakršnekoli nosilne funkcije. Sullivan se je temu približal s trgovinsko hišo Carson Pirie Scott & Company, pri kateri pa so okna še vedno predstavljala luknjo v zidu in ne nosilni element. Gropius je hotel pokazati, da je zid samo nepotrebna zavesa ali izolacija in da je v stanovanju potrebna maksimalna sončna svetloba in ne umetna. Leta 1951 je Wallace K. Harrison to načelo uporabil na stavbi Združenih narodov v New Yorku. Ker je uporabljeno v veliko večji velikosti, je vtis precej nenavaden: takšni zidovi svetlobo odbijajo ravno tako kot jo prepuščajo, njihov videz pa je odvisen od razmerja med tema dvema efektoma.
V Franciji je bil predstavnik tega obdobja Le Corbusier (Charles Edouard Jeanneret). V tem času je gradil le privatne hiše. Hotel je pokazati svoje navdušenje nad čistimi geometrijskimi oblikami strojev, zato je gradil v slogu, ki je izhajal iz Wrightovega, a je bil vseeno bolj ali manj drugačen. Hotel je, da se njegove hiše toliko razlikujejo od običajnih, da bi ustvarile nov rod. Takšen vtis imamo, ko pogledamo hišo Savoyo v Poissy-sur-Seine. Spominja nas na nizko, kockasto škatlo postavljeno na stolpe iz armiranega betona, ki se javljajo, da bi razdelili žarke, ki svetijo vzdolž vsake strani škatle. V njej so odprti in zaprti prostori, obdani s steklenimi zidovi. S tem smo v stiku z zunanjostjo, zunanjost pa ni v stiku z nami, dokler se povsem ne približamo oknu, saj nas opazovalec od zunaj zaradi svetlobe težko vidi.
George Howe in William E. Lescaze sta v Ameriki v letih 1931–1932 zasnovala nebotičnik v tradicionalnem Sullivanovem slogu Philadelphia Savings Fund Society, ki je vseboval mnoge značilnosti razvite v Evropi po prvi svetovni vojni. V tem času je sem prišlo veliko nemških arhitektov.
Le Corbusier je svetu zapustil še eno čudo mednarodnega pomena. Njegova najbolj revolucionarna stavba je cerkva Notre-Dame-du-Haut v Ronchampu na jugovzhodu Francije. Kot kakšna srednjeveška trdnjava se dviguje na planini. Njen projekt je tako drugačen, da ga je težko analizirati tudi s pomočjo perspektivne skice. Njeni zavoji, krive linije in geometrijsko pravilne oblike so podobne kakor na Gaudijevi Casa Mili, toda zdaj so veliko bolj enostavne in dinamične. Masivni zidovi se ukrivljajo s pomočjo nevidne sile, streha pa spominja na klobuk. Le Corbusier se izogiba vsaki povezanosti med notranjostjo in zunanjostjo. Vrata so skrita; da jih najdemo se moramo potruditi, vhod skozi njih pa je podoben vhodu na neko skrivno in sveto pečino. Znotraj so okna, ki prepuščajo le tanke snope svetlobe in zaradi debeline zidu spominjajo na okna v srednjeveškem gradu. Ronchamp je eno najboljših in najzanimivejših arhitektonskih del 20. stoletja.
Arhitektura se je v 20. stoletju poskušala oddaljiti od starih, uveljavljenih oblik. Arhitekti so z novimi oblikami iskali rešitve primerne za vsakdanje življenje. Razvoj tehnike je omogočil gradnjo nebotičnikov, uporabo velikih steklenih površin, ki so v resnici sestavljene iz neštetih oken v najbolj samosvojih oblikah, kar si jih je mogoče zamisliti.

## Seznam pomembnejših arhitektov 20. stoletja
- Alvar Aalto
- Santiago Calatrava
- Le Corbusier
- Maks Fabiani
- Antoni Gaudí
- Walter Gropius
- George Howe
- Friedensreich Hundertwasser
- Albert Kahn
- William E. Lescaze
- Jože Plečnik
- Gerrit Rietveld
- Ludwig Mies van der Rohe
- Moshe Safdie
- Louis Sullivan
- Frank Lloyd Wright